# Zespół CHILD
Zespół CHILD (ang. CHILD syndrome, congenital hemidysplasia with ichthyosiform erythroderma and limb defects) – uwarunkowany genetycznie zespół wad wrodzonych spowodowany mutacją w genie NSDHL w locus Xq28 kodującym 4-demetylazę steroli. Na obraz kliniczny zespołu CHILD składają się jednostronne zmiany skórne rogowaceniowe typu rybiej łuski, wrodzona dystrofia połowicza, jednostronne defekty kończyn i punktowe zwapnienia chrząstek.